# Xã Norwich, Quận McHenry, Bắc Dakota
Xã Norwich (tiếng Anh: Norwich Township) là một xã thuộc quận McHenry, tiểu bang Bắc Dakota, Hoa Kỳ. Năm 2010, dân số của xã này là 143 người.